# Dég
Dég là một thị trấn thuộc hạt Fejér, Hungary. Thị trấn này có diện tích 46,86 km², dân số năm 2010 là 2096 người, mật độ 45 người/km².